# Hotel Praha (Jablonec nad Nisou)
Hotel Praha (původně Hotel Geling) je mohutný novobarokní hotelový dům v centru Jablonce nad Nisou na adrese Komenského 6. Byl otevřen podnikatelem a hoteliérem Gustavem Gelingem roku 1883, po změně majitelů byl roku 1945 přejmenován dle tehdy československého hlavního města, Prahy. V roce 2011 byl hotel rekonstruován na polyfunkční kulturní centrum. Objekt je památkově chráněn.

## Dějiny stavby
Původní parcelu se starším domem zakoupil Gustav Geling v roce 1879, původní stavbu nechal strhnout a na jejím místě postavil luxusní novorenesanční hotel s restaurací a společenským sálem. Jednalo se tehdy o patrně nejluxusnější hotelové zařízení ve městě. Hotel Geling byl pak roku 1910 rozšířen prostřednictvím secesní přístavby. Téhož roku navštivil hotel mj. pražský právník a spisovatel Franz Kafka, kterého tam vyslal jeho zaměstnavatel, aby na veřejném vystoupení tamním továrníkům vysvětlil zásady pojišťovnictví, včetně plateb a kritérií k rozdělení na kategorie podle bezpečnosti práce. V meziválečném období byly interiéry upraveny v tehdy módním stylu art deco.
Rodina Gelingova vlastnila hotel do roku 1944, jeho dalším majitelem se stal Jan Semerád, který podnik roku 1945 přejmenoval na Hotel Praha. Po převzetí moci ve státě komunistickou stranou v Československu v únoru 1948 byl následně hotel znárodněn, v letech 1951–1990 patřil státnímu podniku Restaurace a jídelny.
V dubnu 1968 se zde, během Mezinárodní výstavy bižuterie, v rámci pořadu Krása bez závoje uskutečnil první oficiálně povolený dámský striptýz v Československu. Ten zde předvedla třiadvacetiletá Soňa Zborníková. Vstupné na vystoupení činilo 100 Kčs.
V roce 2011 byla pak budova rekonstruována a následně užívána jako polyfunkční kulturní dům.

## Architektura stavby
Úřední budova byla vystavěna z letech 1879 až 1883 na pozemku orientovaném do ulice, uprostřed uliční zástavby. Disponuje přízemím, kde byly původně vybudovány restaurační prostory s prosklenými vitrínami s výhledem do ulice, dále dvěma nadzemními patry, kde se primárně nacházely hotelové pokoje, a podkrovím. Součástí stavby je také společenský sál.